# Berthold Huber (Gewerkschafter)

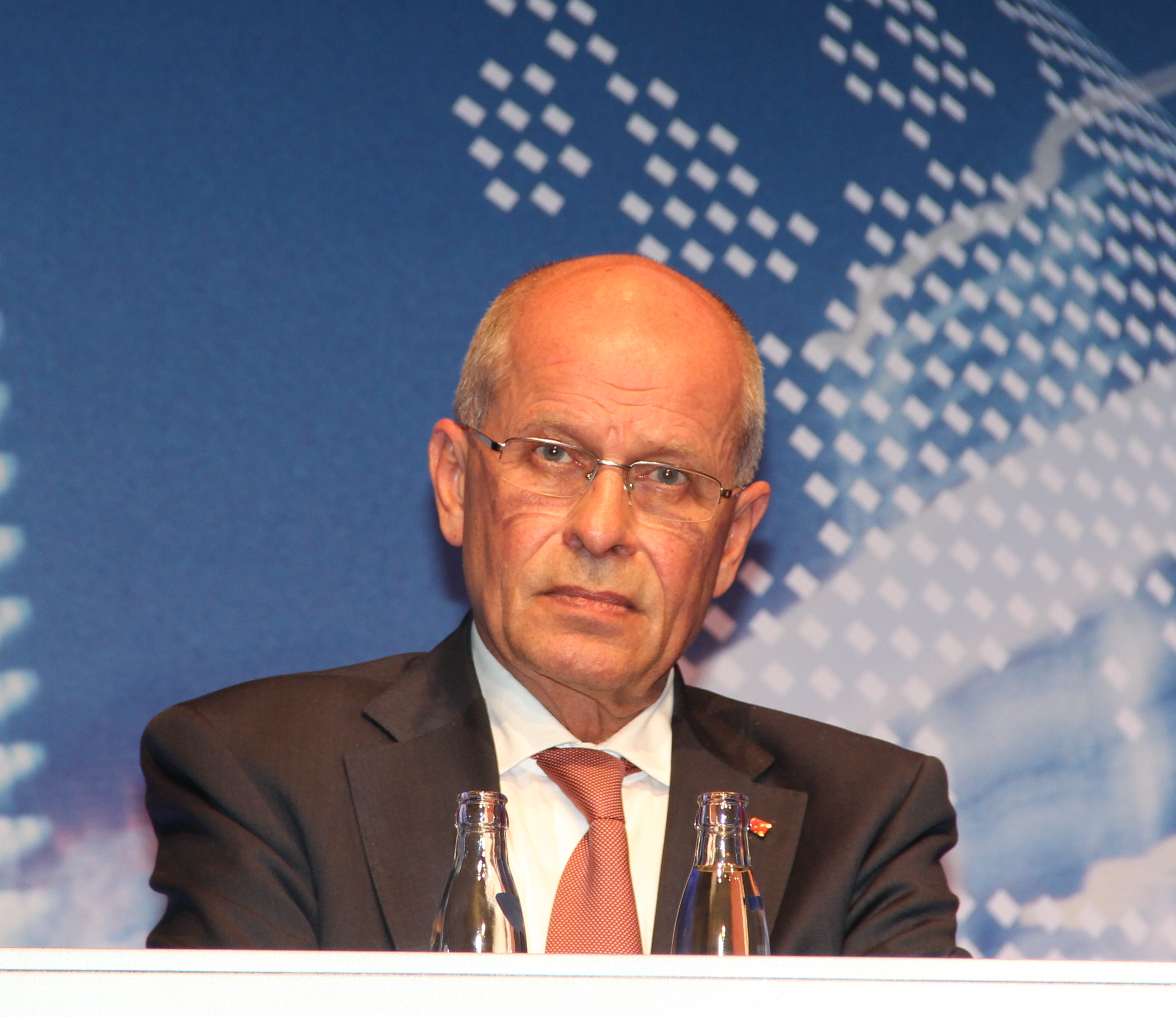
Berthold Huber auf dem Elektromobilitätsgipfel in Berlin, 2013

Berthold Huber (* 15. Februar 1950 in Ulm) ist ein deutscher Gewerkschafter. Er war vom 6. November 2007 bis 25. November 2013 Erster Vorsitzender der IG Metall.

## Ausbildung
Berthold Huber wuchs mit sechs Geschwistern in Herrlingen bei Ulm auf. Nach dem Abitur am humanistischen Humboldt-Gymnasium Ulm (zwei Jahre hatte er als Internatsschüler am Peutinger-Gymnasium Ellwangen verbracht) und Ableistung des Zivildiensts absolvierte Huber ab 1971 eine Ausbildung zum Werkzeugmacher. Im erlernten Beruf war er anschließend bei der Karl Kässbohrer Fahrzeugwerke GmbH tätig.
Zwischen 1985 und 1990 studierte er an der Universität Frankfurt Geschichte, Philosophie und Politik (ohne Abschluss).

## Gewerkschafter
1971 trat er der Gewerkschaft IG Metall bei. Er machte eine Ausbildung zum Werkzeugmacher und arbeitete bei der Firma Kässbohrer (heute Evo-Bus) in Ulm. Huber engagierte sich als Betriebsrat und wurde 1977 Betriebsratsvorsitzender.
Nach seinem Studium wurde er 1990 hauptamtlicher Gewerkschaftssekretär der IG Metall und war kurze Zeit mit dem Aufbau der Gewerkschaft in Ostdeutschland beschäftigt.
Von 1991 bis 1993 war er als Abteilungsleiter des 1. Vorsitzenden der IG Metall Franz Steinkühler und anschließend nach dessen Rücktritt bis 1998 als koordinierender Abteilungsleiter des 2. Vorsitzenden Walter Riester tätig.
Danach wechselte er zur IG Metall Baden-Württemberg, wo er bis 2003 als Nachfolger von Gerhard Zambelli Bezirksleiter war. In dieser Zeit wurde zum Beispiel der Tarifvertrag über das Entgelt-Rahmenabkommen (ERA-TV) in Baden-Württemberg abgeschlossen.
Seit 2003 war Berthold Huber nach einem zermürbenden Führungskampf Zweiter Vorsitzender der IG Metall Deutschland. Auf dem Gewerkschaftstag am 6. November 2007 wurde er mit einem Stimmenanteil von 92,6 % als Nachfolger Jürgen Peters’ zum Ersten Vorsitzenden gewählt. Er war stellvertretender Aufsichtsratsvorsitzender des Siemens-Konzerns, sowie der Audi AG und Aufsichtsratsmitglied der Porsche Automobil Holding SE, sowie stellvertretender Aufsichtsratsvorsitzender der Volkswagen AG. Nach dem Rücktritt von Ferdinand Piëch als Aufsichtsratsvorsitzendem am 25. April 2015 übertrug ihm der Aufsichtsrat die kommissarische Leitungsfunktion, die er bis zur Wahl von Hans Dieter Pötsch als Aufsichtsratsvorsitzender wahrnahm. In dieser Zeit wurde der Abgasskandal von Volkswagen bekannt.
Berthold Huber wurde im Mai 2009 in Göteborg zum Präsidenten des Internationalen Metallgewerkschaftsbundes gewählt.
Berthold Huber wird zum Reformerflügel der Gewerkschaft gezählt. Bei den in der Vergangenheit von ihm geleiteten Verhandlungen wurden zumeist innovative und flexible Tarifverträge abgeschlossen, was insbesondere im linken Lager der Gewerkschaft nicht immer positiv aufgenommen wurde. Huber sah sich in der Verantwortung für eine hohe Tarifbindung der von der IG Metall betreuten Branchen. Da diese auf Freiwilligkeit beruht, hat er immer wieder für einen Ausgleich der Interessen gearbeitet. Bedeutend während seiner Tarifzuständigkeit als Zweiter Vorsitzender ist das Pforzheimer Abkommen von 2004, das eine kontrollierte Dezentralisierung von Tarifverträgen ermöglicht. Als Erster Vorsitzender war sein Bestreben, in der Weltwirtschaftskrise 2008–2010 Massenentlassungen zu vermeiden. Auf seine Initiative gehen die verbesserten Kurzarbeitergeldregelungen und die sogenannte Abwrackprämie für Alt-Autos zurück. Mit diesen Maßnahmen konnte die Beschäftigung stabilisiert werden, im 2010 einsetzenden Aufschwung standen damit den Unternehmen die qualifizierten Fachkräfte in vollem Umfang zur Verfügung.
Im Juli 2013 hat Huber seinen Rücktritt vom Amt des 1. Vorsitzenden für November 2013 erklärt und den 2. Vorsitzenden Detlef Wetzel als Nachfolger vorgeschlagen.
Auf einem außerordentlichen Gewerkschaftstag in Frankfurt am Main wurde Detlef Wetzel am 25. November 2013 zum Nachfolger gewählt.

## Partei
Berthold Huber ist seit 1991 Mitglied der SPD.
Nach unwidersprochener Aussage des MLPD-Vorsitzenden Stefan Engel war Huber bis 1979 Mitglied „bei uns“, also offenbar in der MLPD-Vorläuferorganisation Kommunistischer Arbeiterbund Deutschlands. Er sei dann jedoch ausgeschlossen worden.
Berthold Huber war, durch die SPD nominiert, Mitglied der 13. Bundesversammlung und der 14. Bundesversammlung und nahm am 23. Mai 2009 bzw. am 30. Juni 2010 an den Wahlen des deutschen Bundespräsidenten teil. 2012 war er wiederum auf Vorschlag der hessischen SPD Mitglied der 15. Bundesversammlung.
Als Erster Vorsitzender der IG Metall entwickelte Berthold Huber ein gutes Verhältnis zur Bundeskanzlerin Angela Merkel. Insbesondere in der Weltwirtschaftskrise 2008 und den Folgejahren war er häufiger Gesprächspartner der Bundeskanzlerin, die anlässlich seines 60. Geburtstages ein Essen im Bundeskanzleramt ausrichtete.

## Ehrungen
Berthold Huber ist seit 2001 Träger des Verdienstordens des Landes Baden-Württemberg. Am 10. Mai 2017 wurde er mit dem Saarländischen Verdienstorden ausgezeichnet.